# Capaci merénylet
A capaci merénylet (olaszul: Strage di Capaci) a szicíliai maffia terrortámadása, amely 1992. május 23-án 17 óra 58 perckor történt az A29-es autópályán, Szicíliában, a Capaci csomópont közelében, és Giovanni Falcone bíró, felesége, Francesca Morvillo és három kísérő rendőr, Vito Schifani, Rocco Dicillo és Antonio Montinaro halálát okozta. Paolo Capuzza, Angelo Corbo, Gaspare Bravo és Joseph Giuseppe Costanza bíró túlélték a merényletet.
Salvatore Cancemi, aki később „pentito” (bűnbánó) lett, a maffia győzelmeként írja le a capaci robbantást: Salvatore Riina pezsgővel ünnepelte az eseményt. Santino Di Matteo, aki szintén pentito lett, elárulta a merénylet minden részletét, például az autópálya alatti alagutat, de azt is, hogy ki töltötte meg a 13 dobozt TNT-vel és Semtexszel, aki egy gördeszkára helyezte, és megnyomta a detonátor gombját is.

## Indíték és felkészülés
Giovanni Falcone bíró meggyilkolását a Cupola, a szicíliai maffiabizottság ülésein döntötték el 1991 szeptembere és decembere között, és annak vezetője, Salvatore Riina szervezte meg. Ezeken a találkozókon különféle célokat választanak. A Legfelsőbb Semmítőszék 1992. január 30-i ítéletét követően megerősítette a palermói maxi-per folytatását, a szicíliai maffia úgy döntött, hogy megtámadja az olasz politikai és igazságügyi személyiségeket.
1992 áprilisa és májusa között Salvatore Biondino, Raffaele Ganci és Salvatore Cancemi felderítették az A29-es autópályát Capaci térségében, hogy támadásra alkalmas helyet találjanak. Ugyanebben az időszakban előkészítő találkozókra került sor Altofonte közelében. Az érintettek, Giovanni Brusca, Antonino Gioè, Gioacchino La Barbera, Pietro Rampulla, Santino Di Matteo és Leoluca Bagare. Körülbelül 200 kg robbanószert vásárolt Giuseppe Agrigento, San Cipirello gengsztere. A robbanóanyagot Antonino Troia, a Capaci család egyik tagjának otthonában helyezték el, ahol a találkozóra is sor került, Raffaele Ganci, Salvatore Cancemi, Giovan Battista Ferrante, Giovanni Battaglia, Salvatore Biondino és Salvatore Biondo jelenlétében. A további robbanószereket (TNT és DX) Biondino és Giuseppe Graviano, a Brancaccio család feje szállította le.
Maurizio Avola, a bebörtönzött maffiainformátor szerint John Gotti, a nagyhatalmú New York-i maffia Gambino család főnöke egy robbanóanyag-szakértőt küldött ki, hogy képezze ki a corleonei klán gyilkosait.
Brusca, La Barbera, Di Matteo, Ferrante, Troia, Biondino és Rampulla ismételten tesztelték a Rampulla által a támadáshoz biztosított berendezés működését, különösen a detonátort, és levágták az ágakat, amelyek elzárták az autópályára való rálátást.

## A támadás

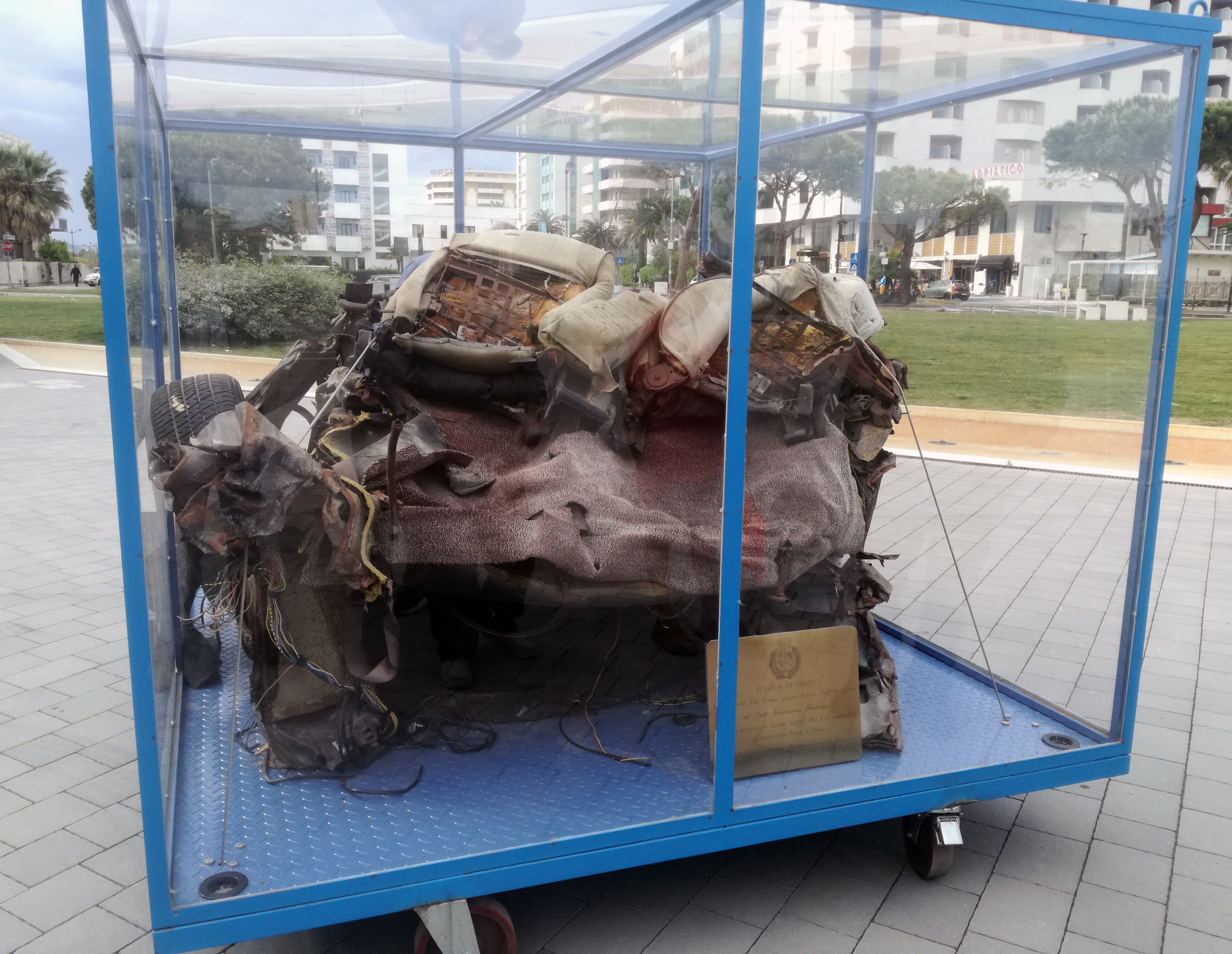
A felrobbantott kísérőjármű maradványai

Május 8-án este Brusca, Barbera, Gioè, Troia és Rampulla felállították a 13, körülbelül 400 kg robbanóanyaggal megtöltött dobozt egy gördeszkára, és az autópálya alatti vízelvezető alagútba helyezték. Május közepén Raffaele Gancit, fiait, Domenicót és Calogerót, valamint unokaöccsét, Antonino Gallianót megbízták a Falconét és kíséretét szállító Fiat Croma mozgásának figyelemmel kísérésével Rómából Palermóba való visszatérésekor.
Május 23-án Ferrante és La Barbera értesítette Domenico Gancit, hogy a Fiat Croma elment felvenni Falconét a repülőtérre. Ferrante és Biondo, akik a palermói repülőtér közelében állomásoztak, tájékoztatták La Barberát Falcone bíró autójának és kísérőjének hamarod érkezéséről. La Barbera az A29-es autópályával párhuzamos úton követte Falcone útvonalát, és három-négy percig telefonos kapcsolatban maradt Gioèval, aki Bruscával a Capaci feletti dombokon, közel az autópálya beszűkülése helyéhez várakozott. Az autókonvoj láttán, miután megérkeztek a megfelelő helyre, Brusca aktiválta a távirányítót, és robbanást okozott. Az első autót a közepén találták el, és a robbanás egy olajfaültetvenybe vetette, az úttól néhány tucat méterre, azonnal megölve Antonio Montinaro, Vito Schifani és Rocco Dicillo testőröket. A második detonáció, a Falcone bírót és feleségét szállító autót a betonfalnak vágta, és kilökte a szélvédőn keresztül Falconét és feleségét, akik nem használtak biztonsági övet.

## A támadás után
Emberek ezrei gyűltek össze a San Domenico-templomban, hogy részt vegyenek a temetésen, amelyet a Rai nemzeti televízió élőben közvetített. Minden televíziós műsort felfüggesztettek. Az Országgyűlés nemzeti gyászt hirdetett. Falcone kollégáját, Paolo Borsellinót 57 nappal később szintén meggyilkolták, az alábbi öt rendőrrel együtt: Agostino Catalano, Walter Cosina, Emanuela Loi, Vincenzo Li Muli és Claudio Traina, a via D'Amelió-i bombatámadásban.

## Bírósági vizsgálat
1993-ban a Direzione Investigativa Antimafiának sikerült felkutatnia és elfognia Antonino Gioèt, Santino Di Matteót és Gioacchino La Barberát, akiket a capaci robbantásra utaló telefonhívások lehallgatása nyomán azonosítottak. A letartóztatás után Gioè öngyilkosságot követett el a cellájában, Santino Di Matteo és La Barbera pedig úgy döntöttek, hogy együttműködnek a kormánnyal, és felfedik a mészárlás elkövetőinek nevét. Giovanni Brusca, Leoluca Bagarella, Giuseppe Graviano és Matteo Messina Denaro ezután elrabolják Di Matteo fiát, Giuseppét, akit megfojtottak és savban szétmarattak 779 napi fogvatartása után. Mindezek ellenére Di Matteo továbbra is együttműködött az igazságszolgáltatással.

## Perek és ítéletek
Santino Di Matteót, Gioacchino La Barberát, Giovanni Bruscát, Salvatore Cancemit, Giovan Battista Ferrantét, Antonino Gallianót és Calogero Gancit életfogytiglani börtönbüntetésre ítélték. 2000 áprilisában a caltanissettai fellebbviteli bíróság helybenhagyta az összes ítéletet és néhány felmentő ítéletet, valamint életfogytiglani börtönbüntetésre ítélte Salvatore Buscemit, Francesco Madoniát, Nino Giuffrét, Mariano Agatét és Giuseppe Farinellát.
2002 májusában a Semmítőszék hatályon kívül helyezte a cataniai Fellebbviteli Bíróság előtt Pietro Aglieri, Salvatore Buscemi, Giuseppe Calò, Giuseppe és Salvatore Montalto, Matteo Motisi és Benedetto Spera ellen kimondott ítéleteket. 2003 júliusában a capaci és a Via d'Amelió-i robbantásról készült feljegyzések egy részét összegyűjtötték, hogy egyetlen tárgyalás tárgyát képezzék. 2006 áprilisában a cataniai fellebbviteli bíróság tizenkét embert ítélt el: Giuseppe Montalto, Salvatore Montalto, Giuseppe Farinella, Salvatore Buscemi, Benedetto Spera, Giuseppe Madonia, Carlo Greco, Stefano Ganci, Nino Giuffrè, Pietro Aglieri, Benedetto Santapaola és Mariano Agata; Giuseppe Lucchesét felmentették.

## Fordítás
- Ez a szócikk részben vagy egészben  az   Attentat de Capaci című francia Wikipédia-szócikk ezen változatának fordításán alapul.  Az eredeti cikk szerkesztőit annak laptörténete sorolja fel. Ez a jelzés csupán a megfogalmazás eredetét és a szerzői jogokat jelzi, nem szolgál a cikkben szereplő információk forrásmegjelöléseként.